# Stefano Lo Russo
Stefano Lo Russo (Torino, 15 ottobre 1975) è un politico e geologo italiano, dal 27 ottobre 2021 Sindaco di Torino e della sua città metropolitana.

## Biografia
Si è laureato con lode in scienze geologiche all'Università di Torino nel 1999. Suo padre è di Bitonto (Bari) mentre sua madre è di Villafranca Piemonte (Torino). Successivamente ha conseguito un dottorato in Geoingegneria ambientale presso il Politecnico di Torino nel 2004.

### Attività politica
Dopo una lunga militanza da volontario nell'Operazione Mato Grosso guidata da don Aldo Rabino, iniziata durante gli anni delle scuole superiori all'Istituto Salesiano Edoardo Agnelli di Torino, si avvicina alla politica aderendo a La Margherita di Francesco Rutelli nel 2003, di cui l'anno successivo viene nominato Responsabile regionale Università e Ricerca in Piemonte, mentre nel 2005 diventa vicesegretario cittadino a Torino.
Alle elezioni amministrative del 2006 si candida al consiglio comunale di Torino, nella lista L'Ulivo (che univa principalmente La Margherita e i Democratici di Sinistra) a sostegno del sindaco uscente di centro-sinistra Sergio Chiamparino, risultando eletto consigliere comunale.
Nel 2007 aderisce alla confluenza della Margherita nel Partito Democratico (PD), di cui diventa coordinatore della segreteria regionale in Piemonte e con cui alle amministrative del 2011 viene rieletto consigliere comunale, assumendo l’incarico di capogruppo del PD nel consiglio comunale.
Nel 2013 viene nominato assessore all'urbanistica nella giunta comunale guidata da Piero Fassino. Nel 2016, dopo la vittoria di Chiara Appendino del Movimento 5 Stelle (M5S), che ha segnato la fine di 23 anni d'amministrazione di centro-sinistra a Torino, è il consigliere più votato di tutti i partiti e viene rieletto per la terza volta tornando a occupare il ruolo di capogruppo del Partito Democratico all'interno della Sala Rossa. Guiderà la minoranza consiliare per tutto il mandato.

#### Sindaco di Torino
In vista delle elezioni amministrative del 2021 si candida alle elezioni primarie del centro-sinistra per la scelta del candidato sindaco di Torino, dove, con una bassissima affluenza, vince la competizione col 37,5% dei voti e superando per pochissimi voti (297) il consigliere comunale uscente Francesco Tresso (34,8%), sostenuto da Sinistra Italiana, il vicepresidente del Consiglio comunale uscente Enzo Lavolta (34,8%), sostenuto da Europa Verde, Articolo Uno e una frangia del M5S dopo l'endorsement del viceministro dell'economia e delle finanze Laura Castelli, e dell’esponente dei Radicali italiani Igor Boni (2,3%).
Alla tornata elettorale si presenta sostenuto da una coalizione formata da PD, Moderati, Articolo Uno – PSI e le liste civiche Lista Civica Lo Russo (Italia Viva, +Europa, Radicali Italiani, Azione, Democrazia Solidale e Italia dei Valori), Sinistra Ecologista (Sinistra Italiana, Possibile, Progetto Torino - Sinistra per la città e Rossoideale) e Torino Domani, dove raccoglie il 43,86% al primo turno e accede al ballottaggio col candidato di centro-destra Paolo Damilano. Al ballottaggio del 18 ottobre viene eletto sindaco col 59,23% e superando Damilano fermo al 40,77%. Con un alto tasso di astensione pari al 52% al primo turno e del 58% al ballottaggio, si tratta dell'elezione alla carica di sindaco con il dato di affluenza peggiore della storia di Torino.
Il giorno successivo all'elezione ha dichiarato che Torino sarebbe rientrata nell'Osservatorio sulla Tav, da cui era uscita per decisione dell'Appendino.

Il 25 ottobre 2021 presenta la composizione della sua giunta comunale, formata da 5 assessori uomini e 6 donne, facendo diventare così Torino come l'unica città a raggiungere la piena parità di genere nella giunta tra i capoluoghi andati al voto nell'ottobre 2021.

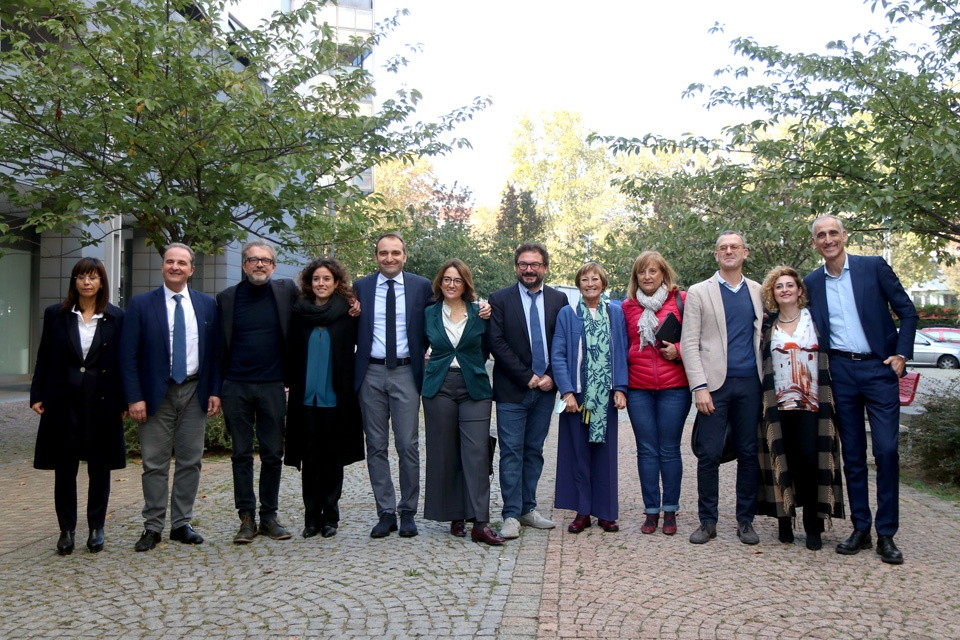
Lo Russo (quinto da sinistra) con la giunta comunale nel 2021

Uno dei primi atti della sua giunta è stata la proroga del provvedimento riguardante la sospensione della ZTL centrale a causa della situazione pandemica corrente. Tale azione ha scatenato le proteste di ambientalisti ed associazioni che si battono contro lo smog e per la qualità dell'aria e che ne chiedevano, invece, l'immediato ripristino.
Il 29 novembre 2021 il Consiglio Comunale approva la prima variazione di bilancio della giunta Lo Russo. L'assestamento è segnato da riduzioni di spesa sul personale e sul welfare, tagli dovuti alla necessità di riallocare risorse per far fronte alla situazione dell'ente.
Il 6 dicembre 2021 il Consiglio comunale approva le linee programmatiche del sindaco, rigettando in blocco tutti gli emendamenti delle opposizioni che, per protesta, hanno abbandonato l'aula. Le linee programmatiche del sindaco hanno incluso la rigenerazione urbana, i servizi di prossimità per i cittadini,  politiche per il commercio, sicurezza sociale (in particolare per le opportunità per i giovani), il sistema trasporti (in particolare la linea 2 della metropolitana e mobilità ciclabile), politiche ambientali, ricerca e innovazione e sviluppo (in particolare riguardo ai fondi PNRR), il settore aerospaziale, lo sviluppo dei centri di innovazione tecnologica, la formazione universitaria e anche tecnica, il rafforzamento del settore medico territoriale (inclusa la realizzazione del Parco della Salute della Scienza e dell'Innovazione), il welfare, la qualità dell'edilizia scolastica e una particolare attenzione per il turismo.
A gennaio 2022 nomina Jacopo Suppo, sindaco del comune di Condove ed esponente No TAV, come proprio vicesindaco metropolitano di Torino.
Il 22 gennaio 2022 ha preso le distanze dal proprio assessore Jacopo Rosatelli, che aveva criticato le cariche della Polizia sui manifestanti davanti allo spazio Comala. L'amministrazione modifica il progetto il cui iter ebbe inizio quando Lo Russo era assessore all'urbanistica, per preservare il centro Comala e le sue attività, trovando la soluzione per salvaguardare il centro giovanile.
Nomina due donne ai vertici dell'amministrazione cittadina (unico capoluogo di regione): Rosa Iovinella segretaria generale a dicembre 2021 e il 23 gennaio 2022, ex art. 108 del TUEL, Alessandra Cimadom direttrice generale del Comune di Torino. La nomina di Cimadom ha scatenato diverse reazioni, soprattutto per il suo passato come direttrice della pianificazione strategica in Manital Idea, azienda finita in amministrazione controllata. Fra le più significative quella di alcuni ex lavoratori dell'azienda che hanno scritto una lettera aperta al sindaco, chiedendogli di tornare sui suoi passi, e quella di Federico Bellono della CGIL, che ha definito la nomina inopportuna e fatta con leggerezza istituzionale.
Lo Russo nomina ai vertici di Amiat e GTT, rispettivamente Paola Bragantini, presidente, e Serena Lancione, AD.
A giugno 2022 nomina il professore del Politecnico Bernardino Chiaia a capo di InfraTO.
Per poter attingere a un fondo straordinario istituito dal governo Draghi per i comuni sui cui conti grava un disavanzo di almeno 700€ pro capite, aumenta l'aliquota dell'addizionale comunale IRPEF. Si tratta di un aumento graduale dell'aliquota, a partire dai 28.000 euro di reddito lordo annuo. Per questo motivo chiede scusa ai cittadini torinesi. Successivamente aumenta anche l'aliquota della Tari.
Il fondo straordinario ammonterà a 1,12 miliardi di euro in 20 anni ed è stato sottoscritto in Sala Rossa dal sindaco il 5 aprile del 2022 alla presenza del Presidente del Consiglio Mario Draghi. Le risorse ottenute con la stipula del Patto per Torino, dovrebbero dare all'amministrazione lo spazio di manovra necessario per intervenire sui conti pubblici, evitando il rischio dissesto.
Per ovviare ai disguidi all'anagrafe e ai lunghi tempi di attesa per il rilascio di carte d'identità, è stata aperta l'anagrafe comunale anche il sabato ed è stato istituito uno sportello dedicato a disabili e agli ultra 75enni. Nell'aprile 2022 i disguidi vengono parzialmente risolti e l'attesa scende ad un mese e nell'Agosto 2022 si raggiunge lo smaltimento del 60% delle pratiche arretrate.. Nel settembre 2022 annuncia la riapertura, per due giorni alla settimana e con orari ridotti, delle anagrafi decentrate dei quartieri della Falchera e Barriera di Milano, chiuse durante la precedente amministrazione e che vengono riaperte il 12 settembre 2022. Tale iniziativa genera il malcontento degli altri uffici anagrafici in città, che si sono visti trasferire il proprio personale nelle nuove sedi. Nello stesso mese emerge che le prenotazioni non vengono più accettate per tre pomeriggi a settimana e alcune vengono dirottate su comuni distanti fino a 70 km da Torino.
Nel marzo 2022 interviene chiedendo all'Amiat, azienda comunale che si occupa della raccolta di rifiuti, una maggiore attenzione sul territorio e nella pulizia della città. In seguito alla sua sollecitazione, l'azienda assume 90 operatori ecologici destinati all'area urbana di Torino.
A marzo 2022 annuncia la sospensione della registrazione all'anagrafe dei figli delle coppie omogenitoriali, avviata da Chiara Appendino, causando l'irritazione delle associazioni LGBT, che lo hanno accusato di mancare di coraggio. Lo stop avviene a seguito di due pronunciamenti, uno del tribunale e uno della Corte d'Appello, e, stando alle dichiarazioni del sindaco, di una lettera inviata dal prefetto Ruberto, che lo porta a dover sospendere le trascrizioni. Il deputato del Movimento 5 Stelle Davide Serritella, dopo un incontro col prefetto Ruberto, dichiara che quest'ultimo non ha mai ordinato al sindaco di interrompere le trascrizioni. Lo Russo ribadisce di essere a favore della registrazione, ma di volere rimanere nei limiti della legalità, mentre auspica nuove leggi a protezione delle famiglie arcobaleno.
Nel maggio 2022 firma il Piano integrato di sostegno alle persone senza fissa dimora, che prevede un investimento di circa 12 milioni e inaugura un nuovo approccio di assistenza alle persone senza fissa dimora che prevede posti letto, appartamenti condivisi, case di ospitalità del comune, servizi di assistenza socio sanitaria. L'inverno 2022, tuttavia, è contrassegnato da un forte incremento dei senza fissa dimora in centro.
Nei primi mesi a Palazzo Civico, porta a conclusione un concorso bandito ma non sviluppato dalla precedente amministrazione assumendo 200 dipendenti a tempo indeterminato. Proseguendo nella politica assunzione e riorganizzazione, nel settembre 2022 poi il Comune pubblica sei bandi di concorso, per la selezione complessiva di 129 posti.
Sotto la sua amministrazione, nel giugno 2022, Torino vince la call 100 climate - neutral cities by 2030 - by and for citizens ed è inserita dalla Commissione Europea tra le nove città italiane (Bergamo, Bologna, Firenze, Milano, Padova, Parma, Prato, Roma le altre) che si impegneranno a diminuire le emissioni entro il 2030, diventando anche una Mission City, ovvero un hub di sperimentazione e innovazione in ambito climatico.
Nel giugno 2022 incontra il ministro Daniele Franco insieme al presidente della Regione Piemonte Alberto Cirio, raggiungendo un'intesa per l'avvio formale del centro di ricerca per l'intelligenza artificiale di Torino, progetto assegnato tramite una legge pubblicata in Gazzetta Ufficiale dal Governo Conte II durante l'amministrazione Appendino.
Tra le prime nomine ai vertici delle partecipate del Comune, il sindaco sceglie diversi esponenti del Partito Democartico.. Al vertice di FCT Holding, viene nominato Luca Cassiani, ex consigliere comunale e regionale. Alla presidenza di Amiat Paola Bragantini, già deputata del PD. Alle Farmacie Comunali, Giacchino Cuntrò, tesoriere del partito. Una scelta che il sindaco rivendica ma che suscita l'indignazione dell'opposizione.
Nel luglio 2022 nomina il commercialista Di Russo al vertice del collegio di revisione di SMAT, partecipata del Comune. La nomina viene contestata dal Movimento 5 Stelle in quanto Di Russo risulta partner professionale dell'assessora alle partecipate Gabriella Nardelli.
La città di Torino ottiene dal governo lo stanziamento di 2,8 miliardi di euro come parte del PNNR. Gli interventi prevedono un forte investimento nella mobilità e nel turismo, includendo il prolungamento della Metro 1 e la costruzione della linea Metro 2. Inoltre i progetti includono cinque interventi all'interno del Parco del Valentino con il recupero del Teatro Nuovo e di Torino Esposizioni, destinato a ospitare la nuova biblioteca civica e che vale oltre 100 milioni. Un'altra area d'investimento è la rigenerazione urbana con oltre 330 milioni, tra cui il piano urbano integrato Torino metropoli aumentata. Abitare il territorio (81 interventi, 36 a Torino e 45 nella Città metropolitana). Con un valore di oltre 110 milioni vi è anche il capitolo per l'inclusione sociale, con rafforzamento dei servizi per le famiglie in difficoltà e nuove soluzioni abitative. Altri capitoli includono digitalizzazione, scuola, transizione ecologica, capacità amministrativa e tutela del territorio rappresentano. 79 milioni verranno dedicati alla costruzione o ammodernamento degli impianti della gestione rifiuti e di verde pubblico per contrastare il cambiamento climatico e promuovere l'economia circolare in città.
A seguito del superamento con esito positivo dell'istruttoria condotta dal Dipartimento per lo sport, la città di Torino ottiene 11,5 milioni di fondi del PNRR, nell'ambito del bando "Sport e inclusione sociale", per creare la "Cittadella dello sport e dell'educazione ambientale" nel parco del Meisino e per la riqualificazione e rigenerazione degli edifici esistenti nell'area dell'ex galoppatoio militare.
A luglio 2022 sottoscrive con Iren un piano di riqualificazione impiantistica ed efficientamento energetico, accordo del valore di 110 milioni di euro, coperti dall'azienda, per riqualificare 800 edifici del Comune di Torino entro fine 2029, rendendoli più efficienti sul piano energetico: operazione che ha lo scopo di far risparmiare alla città il 33% rispetto ai consumi elettrici e termici calcolati al momento dell'accordo.
A luglio 2022 inoltre firma il protocollo d'intesa con la Compagnia di San Paolo, ottenendo 64 milioni di euro destinati a progetti riguardanti la transizione digitale della macchina comunale, progetti educativi, interventi a favore di enti culturali e agenzie (Fondazione Torino Musei, Fondazione Teatro Regio,  Fondazione Teatro Stabile, Urban Lab). Contestualmente sigla il Memorandum of understanding a sostegno della «Città dell'Educazione» che prevede interventi nel contrasto al fenomeno della denatalità, della cura e dell'educazione dei bambini da 0 a 6 anni e la promozione di opportunità educative e formative per bambini e ragazzi.
Insieme al presidente della Regione Piemonte Alberto Cirio, a luglio 2022, presenta la candidatura di Torino a ospitare la sede dell'Authority europea dell'antiriciclaggio, entrando nel comitato promotore dell'iniziativa in qualità di vicepresidente.
Nel settembre 2022 incontra i vertici di Stellantis,  firmando un documento di intenti che segna le tappe successive del percorso di impegno reciproco che coinvolge il Gruppo, la Città e la Regione iniziato nei mesi precedenti: Carlos Tavares, amministratore delegato del gruppo, annuncia investimenti strategici a Torino e in Piemonte per la realizzazione a Mirafiori di una nuova piattaforma dedicata alle trasmissioni elettrificate e l’insediamento del primo centro europeo del Gruppo dedicato all’economia circolare.
L'estate 2022 è caratterizzata da una serie di grandi eventi che si svolgono a Torino e che l'amministrazione supporta come Eurovision Song Contest, con la creazione dell'Eurovillage, area concerti ed eventi situata al parco del Valentino.
Lo Russo ripristina la tradizione dei fuochi di San Giovanni in occasione della festa del patrono della città il 24 giugno, sospesa dalla precedente amministrazione (a favore di uno show realizzato con i droni che aveva portato in centro centomila persone, nonostante gli accessi contingentati all'area dello spettacolo) , promuovendo uno spettacolo pirotecnico a basso impatto ambientale. La manifestazione scatena la protesta delle associazioni animaliste, impegnate a sensibilizzare l'opinione pubblica sui danni causati agli animali dal rumore dei prodotti pirotecnici..
Ad ottobre 2022, dal sondaggio effettuato da La Stampa fra i propri lettori a un anno di distanza dalle elezioni, il 41% di essi dichiara che Torino "è peggiorata" mentre un altro 41% risponde o che è migliorata "non molto" o "per nulla".
A un anno di distanza dall'insediamento del Sindaco, la città metropolitana di Torino perde 35 posizioni nella classifica della qualità della vita pubblicata da Italia Oggi ed elaborata dall'Università di Roma "La Sapienza", passando dalla 19ª alla 54ª posizione. Lo stesso trend negativo viene rilevato nella classifica del Sole 24 ore, dove Torino arretra di 9 posizioni rispetto al 2021, posizionandosi 40º in Italia.
In seguito alla nevicata di 5-10 cm del 15 dicembre 2022, che ha mandato completamente in tilt la città pur essendo prevista, sorgono polemiche per le modalità di gestione dell'emergenza. Successivamente, in conferenza stampa, Lo Russo attribuisce le responsabilità del caos al Piano Neve 2021-2022, sviluppato dalla precedente amministrazione Appendino ma che poi è stato approvato anche dalla giunta Lo Russo.
In vista del Consiglio nazionale dell'Associazione Nazionale Comuni Italiani (ANCI) si candida alla presidenza, dove tuttavia prevale all’unanimità Gaetano Manfredi, sindaco di Napoli, divenendo tuttavia vicepresidente con delega alle politiche comunitarie e internazionali. Successivamente diventa anche coordinatore sindache e sindaci del Partito Democratico.

### Attività universitaria
Al Politecnico è stato ricercatore universitario dal 2007, professore associato dal 2014, diventando professore ordinario di geologia applicata nel 2017, all'età di 42 anni, presso il Dipartimento di Ingegneria dell'Ambiente, del Territorio e delle Infrastrutture del Politecnico di Torino Idrogeologia. È membro della International Association of Hydrogeologists, della European Geosciences Union, dell'Associazione Italiana di Geologia Applicata e fu co-fondatore di EST (Energy Security and Transition Lab) presso l'Energy Center del Politecnico di Torino e componente del Comitato Scientifico dell'Associazione GEAM. Per il Politecnico, è il referente del Rettore per le relazioni con la Federazione Russa, dove è Visiting Professor presso l'Università politecnica di San Pietroburgo, la Gubkin Russian State University of Oil and Gas di Mosca, e l'Istituto statale di Mosca per le relazioni internazionali. La sua ricerca scientifica si concentra sui sistemi geotermici a bassa entalpia e sui problemi idrogeologici legati alle risorse idriche sotterranee. Si occupa inoltre di mappatura geologica, fotointerpretazione digitale e telerilevamento, l'analisi di caduta massi e la loro prevenzione, di sicurezza e di transizione energetica, lo studio delle deformazioni gravitazionali profonde di versante (DSGSD), le materie prime e la sostenibilità nelle attività estrattive.
Viene nominato commissario per l'abilitazione scientifica nazionale nel biennio 2021-2023, ruolo destinato esclusivamente ai professori ordinari che hanno indici bibliometrici delle loro pubblicazioni superiori al valore mediano nel settore di riferimento.

#### Cattedre sponsor
La cattedra di Lo Russo venne bandita nel 2006 grazie ai fondi dell'azienda Fonti di Vinadio, suscitando un certo malumore in Ateneo. In primis, perché il meccanismo delle "cattedre sponsor" consentiva di eludere la consueta pianificazione delle cattedre, costituendo per Lo Russo un vantaggio in termini di carriera; in secondo luogo per la posizione di Lo Russo, già militante politico ben inserito nelle istituzioni cittadine e delegato della Regione Piemonte presso il Senato del Politecnico stesso, e, per ultimo, per l'esito del finanziamento di Fonti di Vinadio, che risultò scoperto a seguito del fallimento dell'azienda, costringendo il Politecnico a tagliare su altre cattedre per coprirne i costi.

#### Progetti di ricerca commerciali
Dal 2015 al 2017 è stato responsabile scientifico del progetto di ricerca "Valorizzazione risorse geotermiche Tunnel di base del nuovo collegamento ferroviario Torino-Lione" finanziato tramite contratto commerciale da LTF s.a.s. - Lyon Turin Ferroviaire, la società incaricata di promuovere il tratto transfrontaliero della Torino-Lione, poi divenuta T.E.L.T.. Il giorno successivo all'elezione ha dichiarato che Torino sarebbe rientrata nell'Osservatorio sulla Tav, da cui era uscita per decisione dell'Appendino.
È stato sposato con Claudia Mandrile, da cui ha divorziato e ha una figlia: Beatrice (2007).

## Vicende giudiziarie
Il 1º ottobre 2019 viene iscritto nel registro degli indagati per falso dalla procura di Torino nell'ambito dell'inchiesta sui servizi cimiteriali torinesi, in quanto ex assessore titolare della delega in questione, ma le ipotesi di reato a suo carico vengono archiviate a gennaio 2021 su richiesta della stessa procura perché il fatto non costituisce reato.